# Demanda de dinero
La demanda de dinero explica los motivos por los que los individuos deciden guardar una parte de su riqueza en forma de dinero, renunciando a la rentabilidad que podrían obtener si colocaran tales recursos en otros activos. Cuando el dinero es un bien sin un valor intrínseco en sí mismo, puede parecer paradójico que exista una demanda de dinero en vez de, en todo caso, de los bienes que se pueden adquirir con ese dinero. Para entender la demanda de dinero, es preciso recordar que la liquidez de un activo es la facilidad con que puede convertirse en el medio de cambio de la economía. La definición de dinero  es precisamente la de medio de cambio de la economía, por lo que es por definición el activo más líquido que puede existir, la demanda de dinero es por tanto demanda de liquidez frente a otros activos más rentables pero menos líquidos.

## La demanda de dinero en el pensamiento económico neoclásico
Para el pensamiento económico neoclásico, las razones para demandar dinero son dos:
1. Atender a las necesidades ordinarias sin incurrir en dificultades por falta de numerario.
2. Hacer frente a circunstancias imprevistas.

En esta corriente de pensamiento, los motivos para demandar dinero no están ligados al tipo de interés existentes y están únicamente asociados a la conveniencia del sujeto económico.

### Teoría cuantitativa clásica
Fue formulada por primera vez por David Hume, que formuló una identidad fundamental: 
M x V = P x T donde:
- M: es la masa monetaria
- V: la velocidad de circulación del dinero
- P: el nivel de precios de la economía
- T: la cantidad de transacciones realizadas en una economía en un determinado período.

La velocidad de circulación del dinero se define precisamente como el resultado de PT/M, con lo que la ecuación de Fisher se convierte en una identidad. Sin embargo, esta teoría propugna que a medio y a corto plazo, V tiende a ser una constante, con lo que, dada una determinada cantidad de transacciones en la economía, existe una relación directa entre la masa monetaria y el nivel de precios, es decir que M = k x P, 	donde k es una constante a corto plazo, que definimos como T/V. Por lo tanto, existe una relación directa entre la inflación y el incremento de la masa monetaria.
Friedman y otros monetaristas reescribieron dicha teoría haciendo una importante distinción entre los efectos a corto y a largo plazo de las variaciones del dinero. Afirman que, a largo plazo, el dinero es neutral. Las variaciones de la cantidad de dinero, después de haber actuado a través de la economía, no producen efectos reales y solo alteran los precios. Sugieren, por tanto, un incremento constante y reducido de la masa monetaria que no produzca inflación.

### Formulación de la escuela de Cambridge
También llamada formulación de las disponibilidades, en cuanto pone el acento en el saldo líquido que cada individuo quiere tener.
La diferencia fundamental con el punto de vista de Fisher es que mientras este analiza 	el dinero como un flujo, la escuela de Cambridge lo hace como un fondo.
Otra diferencia fundamental es que la teoría cuantitativa pone el acento en la oferta 	de dinero, aunque también tenga en cuenta la demanda a través de T, mientras que la formulación de la escuela de Cambridge pone el acento en la demanda de dinero.
La ecuación, fue formulada por Pigou de la siguiente forma:      M/P = k.R, o lo que es lo mismo,
M = k x R x P , donde:
- P es el nivel de precios,
- M la masa monetaria,
- R, los recursos totales de la economía (la riqueza total de la economía)
- k, la proporción de los recursos totales de la economía que los sujetos económicos desean mantener en forma de dinero.

Sustituyendo k por 1/V y R por T, tendríamos la misma ecuación que la teoría cuantitativa del dinero, pero la equiparación entre T y R es imposible porque son cosas totalmente distintas: T expresa el número de transacciones que se realizan en una economía y R la riqueza total de la economía.
Arthur Pigou hablaba en términos de una economía con un único bien, el trigo. Keynes reformuló esta teoría, generalizándola para una economía con multitud de bienes, sustituyendo R por Y convirtiendo la ecuación en M = k x P x Y
Monge (2021) demostró que la ecuación de Cambridge proviene de una función de utilidad tipo Cobb-Douglas; con ello se prueba que, en el cuantitativismo clásico, el dinero posee utilidad marginal decreciente (origen de la inflación como fenómeno dinerario).

## Demanda de dinero en el pensamiento keynesiano
Keynes clasificaba en tres los motivos por los que los sujetos económicos desean mantener saldos líquidos:
1. Motivo transacción: abarca la liquidez necesaria para poder hacer frente a las transacciones cotidianas. Las personas necesitan conservar una cierta cantidad de dinero para realizar las transacciones ordinarias. Como norma general, el saldo monetario medio que una persona debe mantener para fines de transacción, disminuye al aumentar la frecuencia de sus ingresos. También se puede afirmar que el saldo monetario que los ciudadanos, en conjunto, desean mantener con fines transacción depende directamente del nivel de renta. No parece ser muy sensible a los tipos de interés.
2. Motivo precaución: para hacer frente a contingencias imprevistas. Keynes pensaba que no dependía del tipo de interés, aunque posteriormente algunos discípulos suyos como Harrod han puesto en cuestión esta afirmación.
3. Motivo especulación: el inversor que espera que el tipo de interés suba a corto plazo y por tanto, disminuya la cotización de los bonos, preferirá mantener sus ahorros en forma de dinero a la espera que se produzca efectivamente ese aumento del tipo de interés. Siempre que el interés esperado sea mayor que el vigente, los inversores mantendrán sus ahorros en forma de dinero, por lo que la demanda de dinero por motivo especulación estará inversamente relacionado con el tipo de interés. Cuanto mayor sea este, menos probable será que el inversor espere que el tipo de interés vaya a subir en el futuro. Este motivo de demanda de dinero fue una completa innovación de Keynes que no era contemplado por los clásicos, que negaban por tanto cualquier relación de la demanda de dinero con los tipos de interés.

Existe un interés crítico por debajo del cual ningún inversor espera que el tipo de interés vaya a bajar, sino que por el contrario espera que en todo caso va a subir, por lo que todos los inversores deciden mantener sus ahorros en forma de dinero a la espera que el tipo de interés vuelva a subir. En esa situación, por más dinero que se emita, no hará descender el tipo de interés, puesto que los inversores mantendrán el nuevo dinero en forma líquida, a la espera que vuelva a subir el tipo de interés: se entra en una situación que se ha denominado "trampa de la liquidez" en la que por más dinero que se inyecte a la economía, el tipo de interés no puede bajar.
Combinando todos los factores estudiados se llega a la conclusión de que la demanda de dinero es un función que básicamente depende de dos factores, la renta monetaria y los tipos de interés.